# 서울동명초등학교
서울동명초등학교(서울東明初等學校)는 대한민국 대한민국 서울특별시 성동구에 있는 공립 초등학교이다.

## 연혁
- 1940년 7월 20일: 학교 설립인가
- 1944년 10월 10일: 무학국교 및 광희국교에서 분리, 18학급 개교
- 1996년 3월 1일: 서울동명초등학교로 교명 개칭
- 2016년 3월 1일: 서울형 혁신학교 신규지정[2]
- 2024년 10월 10일: 개교 80주년

## 참고 문헌
서울동명초등학교 - 한국교육학술정보원 학교알리미

## 같이 보기
- 서울동명초등학교 축구단
- 서울동명초등학교 여자축구단